# Tatia jaracatia
Tatia jaracatia is een straalvinnige vissensoort uit de familie van de houtmeervallen (Auchenipteridae). De wetenschappelijke naam van de soort is voor het eerst geldig gepubliceerd in 2009 door Carla Simone Pavanelli en Alessandro Gasparetto Bifi.
De soort is genoemd naar de vindplaats van het holotype, de Rio Jaracatiá in het benedenbekken van de Rio Iguaçu in de Braziliaanse staat Paraná. De soort onderscheidt zich door een onregelmatig patroon van bleke vlekken op een donkere achtergrond op het lichaam.